# Theodor Petrina
Theodor Petrina (ur. 11 maja 1842 w Linzu, zm. 7 marca 1928 w Pradze) – austriacki lekarz, internista.
Theodor Petrina był synem fizyka Franza Adama Petriny (1799-1855). W 1861 rozpoczął studia na Uniwersytecie Karola w Pradze. Został członkiem Corps Austria, od 1911 był ich honorowym członkiem. W 1865 został lekarzem chorób wewnętrznych, w 1867 chirurgiem. Praktykował w praskim Allgemeinen Krankenhaus i w 1872 uzyskał habilitację z chorób wewnętrznych. Był asystentem w II. klinice u Antona Rittera von Jakscha (1810-1887), którego córkę poślubił. W 1882 został profesorem tytularnym na Uniwersytecie Karola. Od 1901 do 1912 roku był prymariuszem w Prager Handelsspital. Petrina miał znaczny wkład w organizację służb medycznych w Czechach; od 1895 do 1922 był przewodniczącym niemieckiej sekcji Ärztekammer für Böhmen, członkiem honorowym Zentralvereinigung deutscher Ärzte i stowarzyszenia niemieckich lekarzy w Pradze. 
Prace naukowe Petriny dotyczyły m.in. lokalizacji ośrodków mózgu, zwłaszcza ośrodków zmysłowych, raka otrzewnej i nerwic.

## Prace
- Klinische Beiträge zur Localisation der Gehirntumoren, Praga 1877
- Die Neurasthenie und ihre Behandlung, 1889
- Zur Diagnose der angeborenen Pulmoalstenose und Persistenz des Ductus Botalli. Prager Med. Wochenschrift. XXIX.(1904). Nr.8, Prag
- Die Organisation der Ärzteschaft, Stellung des Zentralvereines und der Ärztekammer in derselben, 1904.